# Згорња Горица
Згорња Горица (словен. Zgornja Gorica) је насељено место у општини Раче-Фрам, Подравска регија, Словенија.

## Историја
До територијалне реорганизације у Словенији била је у саставу старе општине Марибор.

## Становништво
У попису становништва из 2011. године, Згорња Горица је имала 114 становника.
| Број становника према пописима | Број становника према пописима | Број становника према пописима |
| ------------------------------ | ------------------------------ | ------------------------------ |
| 1991                           | 2002                           | 2011                           |
| 102                            | 104                            | 114                            |